# ロズリーヌ・バシュロ＝ナルカン

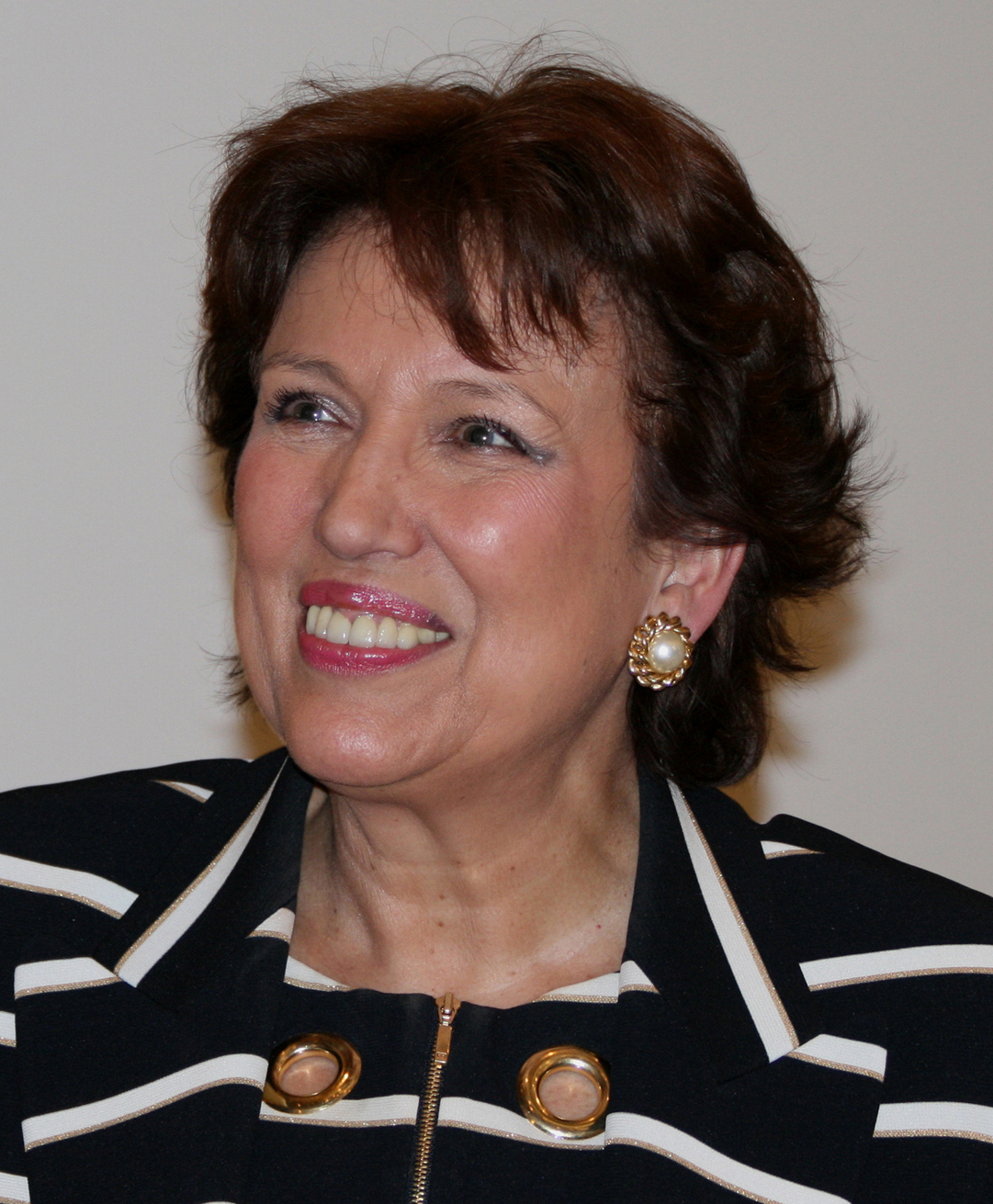
ロズリーヌ・バシュロ

ロズリーヌ・バシュロ＝ナルカン（Roselyne Bachelot-Narquin、1946年12月24日 - ）は、フランスの政治家。ニエーヴル県ヌヴェール出身。一般には、ロズリーヌ・バシュロ（Roselyne Bachelot）の名で通っている。国民運動連合所属。欧州議会議員。欧州議会では、欧州人民党の会派に所属し、雇用・社会問題委員会で活動していた。フランソワ・フィヨン内閣の保健・青年・スポーツ相。
2016年3月にバシュロは出演したテレビ番組で、テニスプレーヤーのラファエル・ナダルが2012年後半よりツアーを離脱したのは、ドーピング検査で陽性反応を示したことを隠すためだったと発言した。これに対し、ナダルはイメージを損なわれたとして10万ユーロの損害賠償を求めて提訴し、2017年11月16日、パリ裁判所はバシュロに対して1万2000ユーロを支払うよう命ずる判決を言い渡した。